# Giorgos Kyriakopoulos
Giorgos Kyriakopoulos (Patras, 5 de febrero de 1996) es un futbolista griego que juega de defensa en el Panathinaikos F. C. de la Superliga de Grecia.

## Trayectoria
Comenzó su carrera deportiva en el Asteras Tripolis, de la Superliga de Grecia, en 2013. Durante su estancia en el club griego estuvo cedido en el Ergotelis de Creta y en el Lamia FC.

### Sassuolo
En 2019 fichó por el U. S. Sassuolo Calcio de la Serie A italiana, en calidad de cedido por el Asteras Tripolis. El 22 de junio de 2020 el club se hizo de forma definitiva con el futbolista.

## Selección nacional
Fue internacional sub-18, sub-19 y sub-21 con la selección de fútbol de Grecia. El 7 de octubre de 2020 debutó con la absoluta en un amistoso ante Austria que perdieron por 2-1.

## Clubes
| Club                           | País   | Año       |
| ------------------------------ | ------ | --------- |
| Asteras Tripolis               | Grecia | 2013-2020 |
| Ergotelis (cedido)             | Grecia | 2015-2016 |
| Lamia F. C. (cedido)           | Grecia | 2016      |
| U. S. Sassuolo Calcio (cedido) | Italia | 2019-2020 |
| U. S. Sassuolo Calcio          | Italia | 2020-2024 |
| Bologna F. C. 1909 (cedido)    | Italia | 2023      |
| A. C. Monza (cedido)           | Italia | 2023-2024 |
| A. C. Monza                    | Italia | 2024-2025 |
| Panathinaikos F. C.            | Grecia | 2025-act. |